# Rinjin 13-gō
Rinjin 13-gō (隣人13号, El veí número 13), comercialitzada internacionalment com The Neighbor No. Thirteen és una pel·lícula de terror japonesa dirigit per Yasuo Inoue i escrit per Hajime Kado. Es basa en el manga homònim de Santa Inoue, amb Oguri Shun, Hirofumi Arai i Nakamura Shido en papers principals.

## Argument
En Juzo és el noi assetjatt del seu company de classe Akai. Un dia, l'Akai amenaça en Juzo amb una ampolla d'àcid vitriol i accidentalment es crema la cara. 10 anys després, Juzo es trasllada a l'apartament número 13 de l'edifici on també viu la família d'Akai...

## Repartiment
- Nakamura Shido as 13-gō / No. 13 (Shido Nakamura)
- Oguri Shun com a Jūzō Murasaki
- Hirofumi Arai com a Tōru Akai
- Yumi Yoshimura com a Nozomi Akai
- Tomoya Ishii com a Hajime Seki
- Takashi Miike com a Kaneda (veí del costat)
- Minoru Matsumoto com a Shinigami